# Petalostelma calcaratum
Petalostelma calcaratum là một loài thực vật có hoa trong họ La bố ma. Loài này được (Decne.) Fontella miêu tả khoa học đầu tiên năm 1994.